# Prodiplosis spatulata
Prodiplosis spatulata är en tvåvingeart som beskrevs av Jaiswal 1989. Prodiplosis spatulata ingår i släktet Prodiplosis och familjen gallmyggor. Inga underarter finns listade i Catalogue of Life.